# 卡瑟萬德山
47°42′1″N 12°1′59″E / 47.70028°N 12.03306°E

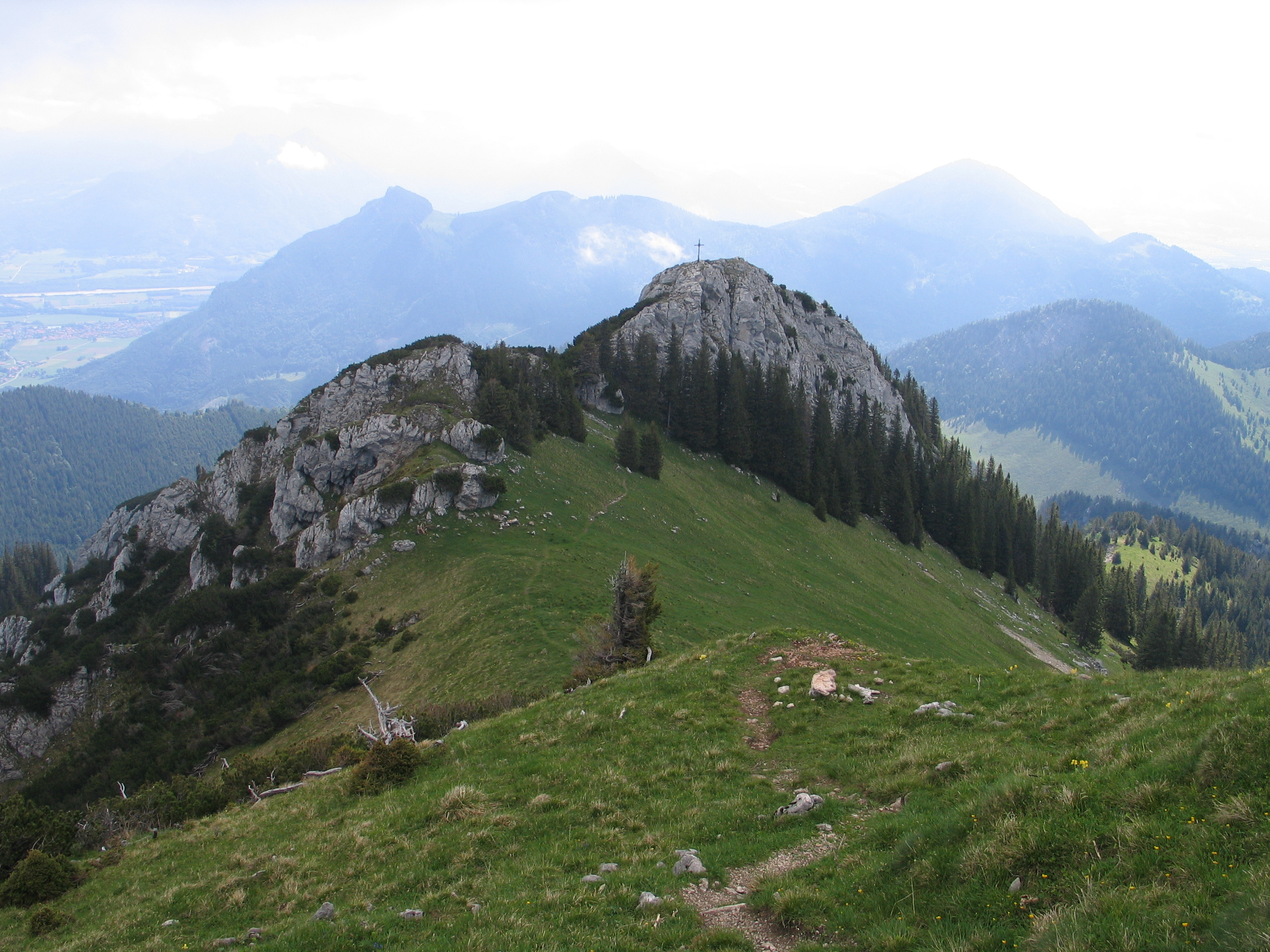

卡瑟萬德山（德語：Kaserwand），是德國的山峰，位於該國東南部，由巴伐利亞負責管轄，屬於巴伐利亞前阿爾卑斯山脈中芒法爾山脈的一部分，海拔高度1,690米。